# Morgan Lily
Morgan Lily (* 11. April 2000 in Santa Monica, Kalifornien) ist eine US-amerikanische Schauspielerin. Sie hat zwei Geschwister, und der ältere Bruder ist ebenfalls als Schauspieler tätig.

## Leben
Nachdem Lily bereits in verschiedenen Werbespots aufgetreten war, hatte sie 2005 ihre erste Filmrolle in Shards, einem Film über einen aus dem Irakkrieg heimkehrenden Soldaten und dessen Familie. Der Film führte dazu, dass sie für eine Rolle in Welcome to the Jungle Gym gecastet wurde, in dem sie an der Seite von Jennifer Aspen spielte. In der Folgezeit trat sie in weiteren Werbespots auf und hatte ihre erste Fernsehserienrolle, als sie 2007 in einer Episode von CSI: Den Tätern auf der Spur mitspielte. Es folgten weitere Filme wie Henry Poole – Vom Glück verfolgt und Roland Emmerichs 2012. In X-Men: Erste Entscheidung (2011) und X-Men: Zukunft ist Vergangenheit (2014) war sie in einer kleinen Nebenrolle als junge Raven Darkholme im Kindesalter zu sehen.

## Filmografie
- 2005: Shards
- 2006: Welcome to the Jungle Gym
- 2007: CSI: Vegas (CSI: Crime Scene Investigation, Fernsehserie, Folge 7x24)
- 2008: Henry Poole – Vom Glück verfolgt (Henry Poole Is Here)
- 2009: Er steht einfach nicht auf Dich (He’s Just Not That into You)
- 2009: 2012
- 2010: Verliebt und ausgeflippt (Flipped)
- 2010: The Ugly Life of a Beautiful Girl
- 2010: Criminal Minds (Fernsehserie, Folge 5x17)
- 2011: Liebe lässt mutig werden (Love’s Everlasting Courage)
- 2011: X-Men: Erste Entscheidung (X-Men: First Class)
- 2013: Deadtime Stories (Fernsehserie, Folge 1x05)
- 2014: X-Men: Zukunft ist Vergangenheit (X-Men: Days of Future Past)
- 2014: Shameless (Fernsehserie, 4 Episoden)
- 2014: Cooties
- 2016: Grey’s Anatomy (Fernsehserie, 2 Episoden)
- 2017: Chicago Med (Fernsehserie, 1 Episode)
- 2018: Juveniles
- 2020: Good Joe Bell